# Auguste-Joseph Franchomme

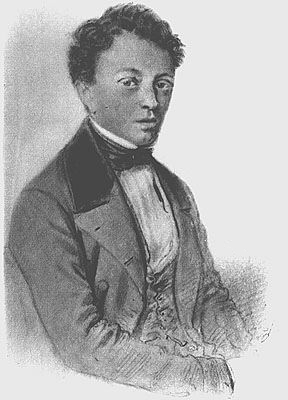
Auguste-Joseph Franchomme

Auguste-Joseph Franchomme (* 10. April 1808 in Lille, Frankreich; † 21. Januar 1884 in Paris) war ein französischer Cellist und Komponist.

## Leben
Auguste-Joseph Franchomme studierte zunächst in seiner Heimatstadt und dann am Pariser Konservatorium bei Jean-Henri Levasseur (1763–1823), wo er bereits nach einem Jahr erfolgreich seine Abschlussprüfung ablegen konnte. Nach dem Studium wirkte er als Orchestermusiker und Solist. Daneben war er Mitglied verschiedener Kammermusikensembles (Trios, Quartette etc.). Nachdem er in Paris bereits eine Berühmtheit geworden war, schloss er Freundschaft mit Felix Mendelssohn Bartholdy und Frédéric Chopin, mit dem er 1833 ein Konzert gab. Chopin widmete Franchomme seine Sonate für Cello und Klavier g-Moll op. 65. Außerdem komponierten sie ein Grand Duo gemeinsam: zunächst Chopin den Klavierpart, dann Franchomme den Cellopart, der entsprechend deutlich anspruchsvoller ist als die Cellopartien in anderen Werken Chopins; es ist Franchomme zu verdanken, dass das Cello das am zweithäufigsten verwendete Instrument im Werk Chopins ist, nach dem Klavier. Nach einer England-Reise im Jahr 1856 ließ sich Franchomme endgültig in Paris nieder.

## Werk (Auswahl)
- Variationen über ein Originalthema für Cello und Klavier F-Dur op. 3
- Variationen für Cello und Klavier G-Dur op. 4
- 12 Capricen für Cello solo op. 7
- Romanze für Cello und Klavier (oder 2 Violinen/Bratsche/Cello/Kontrabass) op. 10
- Serenade für Cello und Klavier op. 12
- 3 Nocturnes für Cello und Klavierbegleitung op. 15 Nr. 1–3
- 3 Nocturnes für 2 Celli op. 15 Nr. 1–3 (alternative Version)
- 10 italienische Melodien für Cello und Klavier op. 17
- Air russe varié op. 32 Nr. 2
- 12 Etüden für Cello solo op. 35
- Fantasie über ein Thema von Händel für Cello und Klavier (oder Orchester) op. 36
- Fantasie über ein Thema von Schubert op. 39